# Paradiso (Švýcarsko)
Paradiso je obec na jihu Švýcarska v kantonu Ticino, okrese Lugano. Žijí zde více než 4 000 obyvatel. Nachází se na břehu Luganského jezera, v těsném sousedství města Lugano.

## Geografie
Paradiso se nachází u Luganského jezera na úpatí hory Monte San Salvatore. Obec sousedí s Luganem a plynule s ním urbanisticky splývá, je proto často mylně považována za čtvrť Lugana.
Paradiso má mezinárodní námořní hranici s italskou exklávou a obcí Campione d'Italia.

## Historie

Paradiso z letadla (1919)

Obec se jmenuje Paradiso teprve od roku 1929, předtím se po staletí jmenovala Calprino. Dnešní místní části Calprino (na severním svahu Monte San Salvatore), Fontana (na břehu jezera) a Guidino (rovněž na severním svahu Monte San Salvatore, ale východně od Calprina) jsou poprvé doloženy ve 12. až 14. století; místní část Paradiso, rovněž na jezeře, je poprvé zmíněna v roce 1713 jako Paradiso di Fontana.
V červenci 1924 byla ve Fontaně objevena hrobka pravděpodobně etruského původu. V roce 1591 nechala Fontana postavit kapli zasvěcenou svatému Eusebiovi, která se dnes jmenuje Santa Maria della Gerretta.
Vedle zemědělství (pěstování obilí a vinné révy) nabízelo od 18. do konce 19. století možnosti výdělku také zpracování hedvábí. Díky své panoramatické poloze nad Luganským jezerem se Paradiso stalo oblíbeným rekreačním střediskem, zejména po otevření Gotthardské dráhy v roce 1882. Lanovka na San Salvatore, otevřená v roce 1890, a podpora lodní dopravy na jezeře dále přispěly k rozvoji hotelnictví a cestovního ruchu v obci. Souběžně s tím rostl počet obyvatel. V 21. století se obec rozvíjí zejména jako rezidenční obec (včetně stavby mnoha luxusních nemovitostí).

## Obyvatelstvo
| Rok            | 1850 | 1900 | 1950 | 1970 | 1980 | 1990 | 2000 | 2005 | 2010 | 2020 |
| Počet obyvatel | 254  | 791  | 1660 | 3101 | 3261 | 3372 | 3694 | 3524 | 3454 | 4368 |

Obec se nachází v jižní části kantonu Ticino, která je jednou z italsky mluvících oblastí Švýcarska. Převážná většina obyvatel obce tak hovoří italsky.

## Hospodářství a doprava

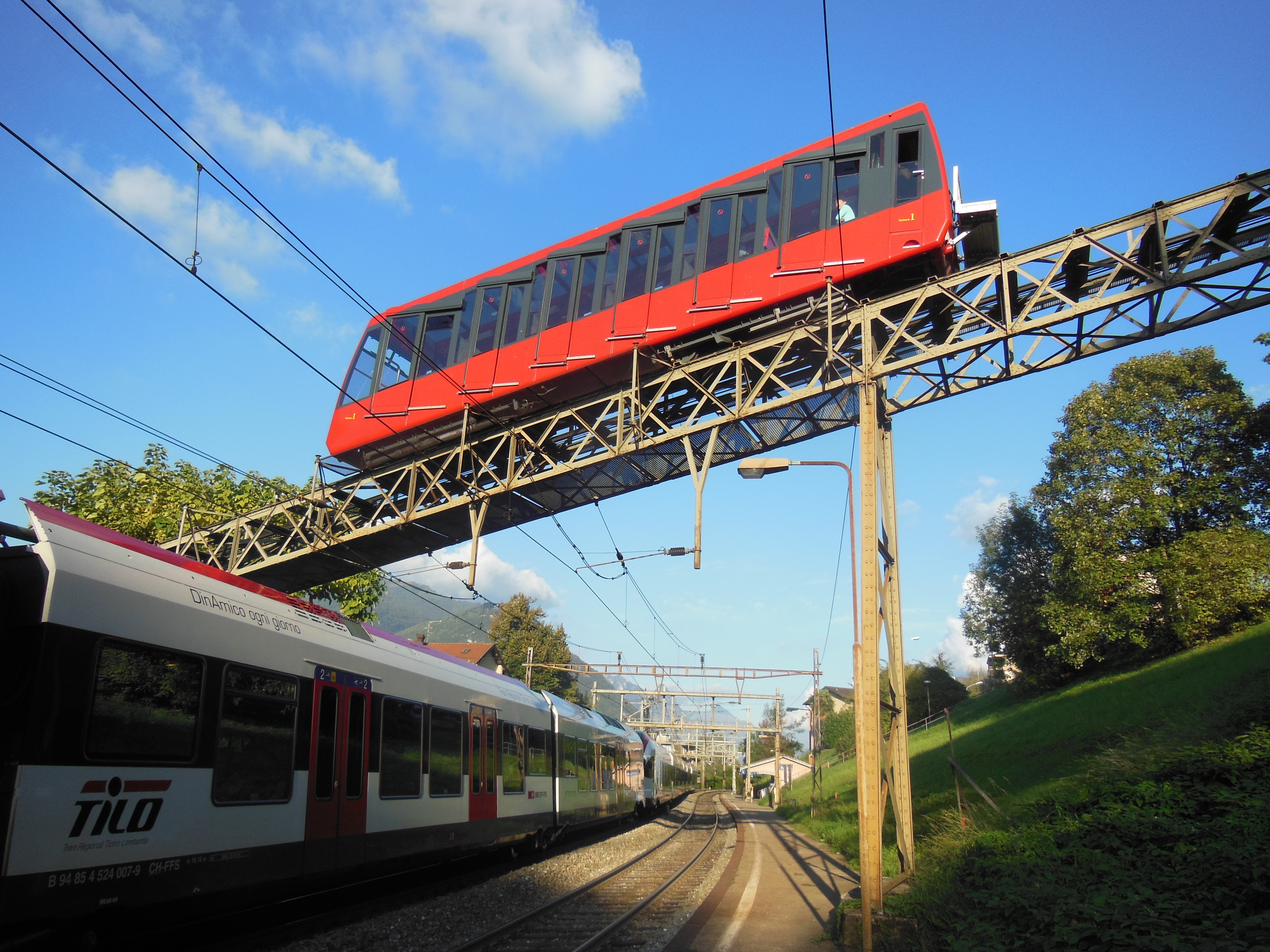
Zastávka Lugano-Paradiso s lanovkou na Monte San Salvatore

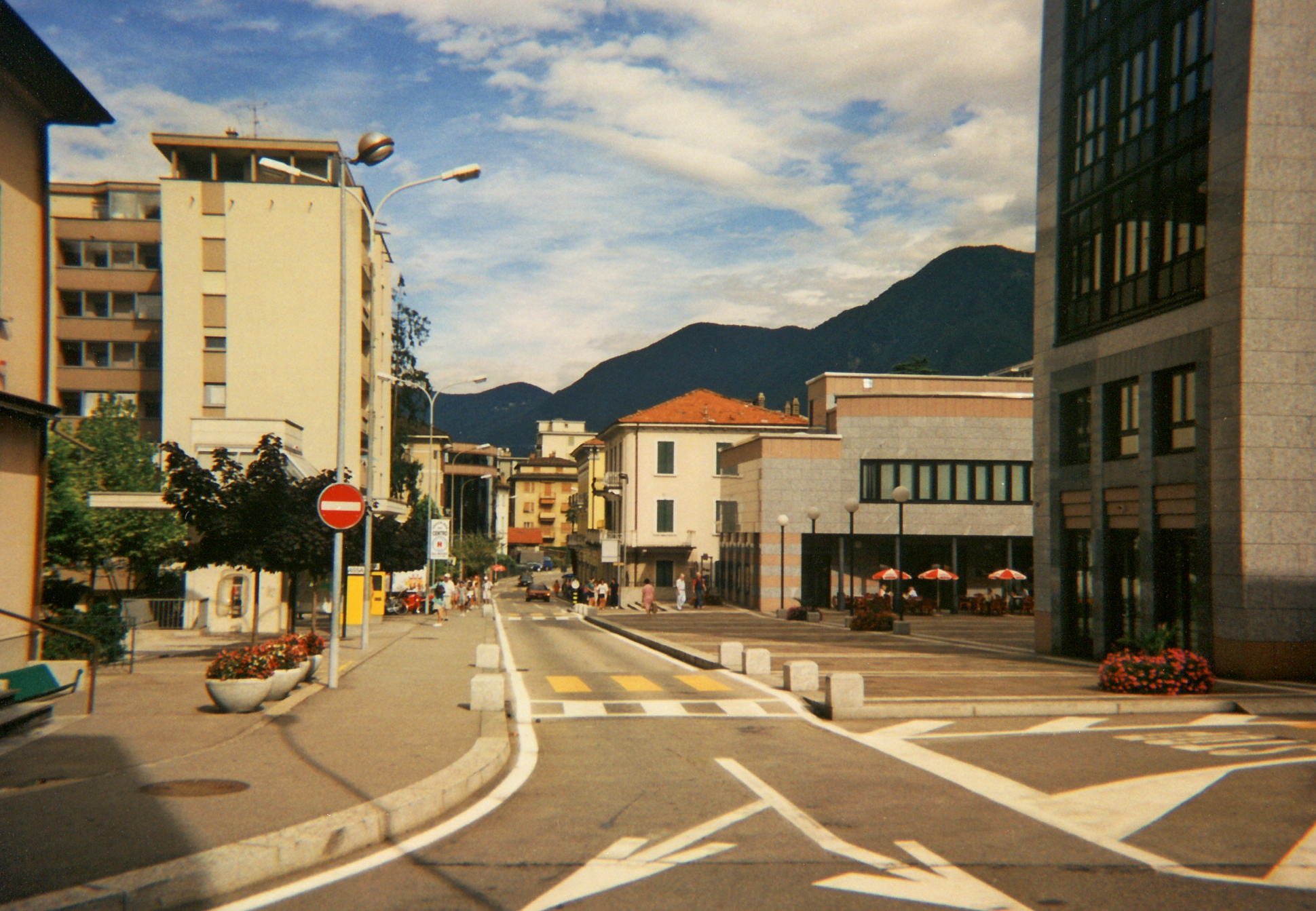
Centrum obce

Až do poloviny 20. století bylo Paradiso se svými hotely podél promenády u jezera klidným letoviskem ve srovnání s rušným Luganem. Zpočátku do obce jezdila tramvaj z Lugana, po ní následovaly trolejbusy, které byly rovněž zrušeny. Paradiso a Lugano proto spojují pouze autobusové linky. K dispozici je také lodní spojení na luganské Debarcadero Centrale (hlavní přístaviště lodí) a dva kilometry dlouhá vyhlídková pěší stezka „Lungolago“.
Paradiso se vyznačuje nejen hotely, ale také četnými vilami na svazích (např. Villa Mersmann), za nimiž bylo v době otevření Gotthardské dráhy postaveno nádraží Paradiso. Na ní má Paradiso vlastní železniční zastávku (nazvanou Lugano-Paradiso), ve které zastavují regionální vlaky společnosti Treni Regionali Ticino Lombardia (TILO), které jezdí každou půlhodinu mezi Bellinzonou, Luganem a Chiassem, přičemž některé vlaky pokračují na sever do Airola a na jih do Milána. 
Silnice podél jezera vede z Paradisa podél jezera pod útesy Monte San Salvatore až k mostu Ponte Diga, který vede na východní břeh. V Bissone je odbočka do Campione d'Italia, italské exklávy se známým kasinem. Hlavní silnice, dálnice a železnice nyní vedou z velké části souběžně s městem Chiasso na švýcarsko-italské hranici. Před přístavištěm v Melide odbočuje západní silnice na břehu jezera do starého obchodního centra a rybářské vesnice Morcote.
Od roku 1980 je Paradisu částečně uleveno od silné tranzitní dopravy výstavbou dálnice A2, která od přivaděče Paradiso Centro vede tunelem pod Monte San Salvatore k Ponte Diga a spojuje švýcarskou dálniční síť s italskou v Chiassu. 